# Château de Boussay
Le château de Boussay est un château situé à Boussay (Indre-et-Loire) et inscrit aux monuments historiques en 1957.

## Description
Le château de Boussay est entouré de douves en eaux, inscrit comme monument historique en 1957, et appartenant depuis de nombreuses générations à la famille de Becdelièvre. Il juxtapose une tour à mâchicoulis du XVe siècle, une aile à la Mansart du XVIIe siècle, et une aile du XVIIIe siècle. Le château est privé, mais le parc tout autour de la bâtisse se visite librement. Les premiers écrits sur ce château datent environ de 1060. Il a d'abord appartenu à la famille de Payen, puis de Menou, enfin il est passé à la famille de Becdelièvre par alliance, par les femmes. Il n'a ainsi jamais été vendu.

## Historique
Boussay était un fief puis une châtellenie qui relevait de la baronnie de Preuilly. Le premier seigneur de Boussay recensé, Renaud de Payen, vivait en 1190. Vers 1340, la propriété passe à la famille de Menou par le mariage de Jeanne de Payen avec Nicolas de Menou. En 1533, le château fort se composait de quatre corps de logis entourant une cour centrale et entourés de douves franchies par un pont-levis. Il perdit progressivement son caractère défensif pour devenir une demeure d'agrément. Au XVIIe siècle, l'aile nord fut abattue et reconstruite en respectant une tour cylindrique qui contenait un escalier et une tour carrée couronnée d'un chemin de ronde. À la même époque, l'aile sud et une partie de l'aile ouest furent supprimées. Il ne subsiste alors des anciennes fortifications que la grosse tour d'angle carrée avec son chemin de ronde et ses mâchicoulis décorés d'une arcature tréflée. Le pont-levis est aussi remplacé par un pont dormant. Au XVIIIe siècle, toute l'aile est fut abattue (1766) et remplacée par un grand corps de bâtiment de style Louis XV. Un pavillon de même élévation le prolonge au sud. Au XXe siècle, la tour ronde centrale est remaniée pour supprimer les modifications disgracieuses effectuées au XIXe siècle.

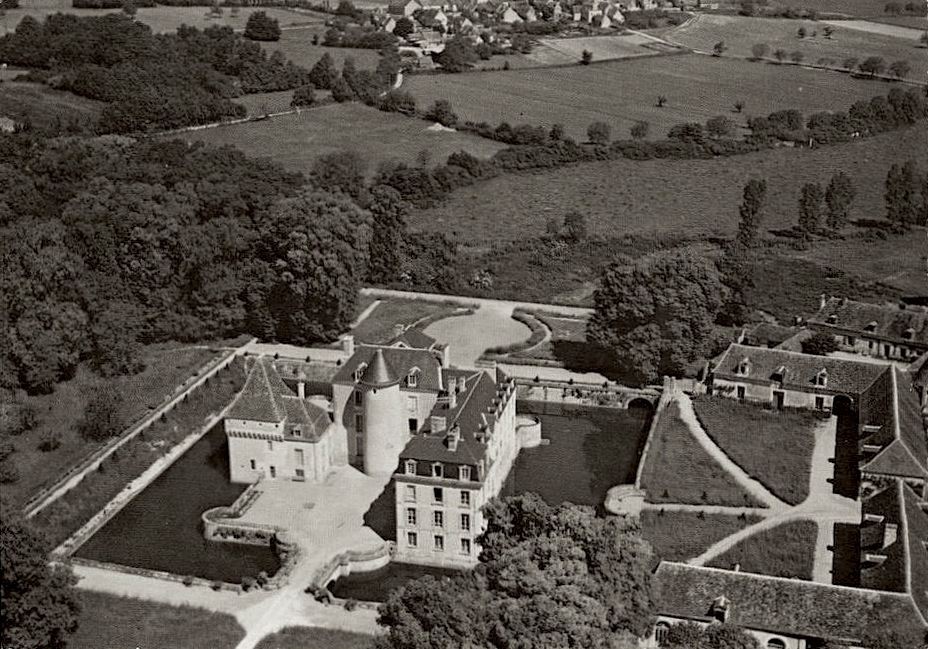
Vue aérienne du château et des communs
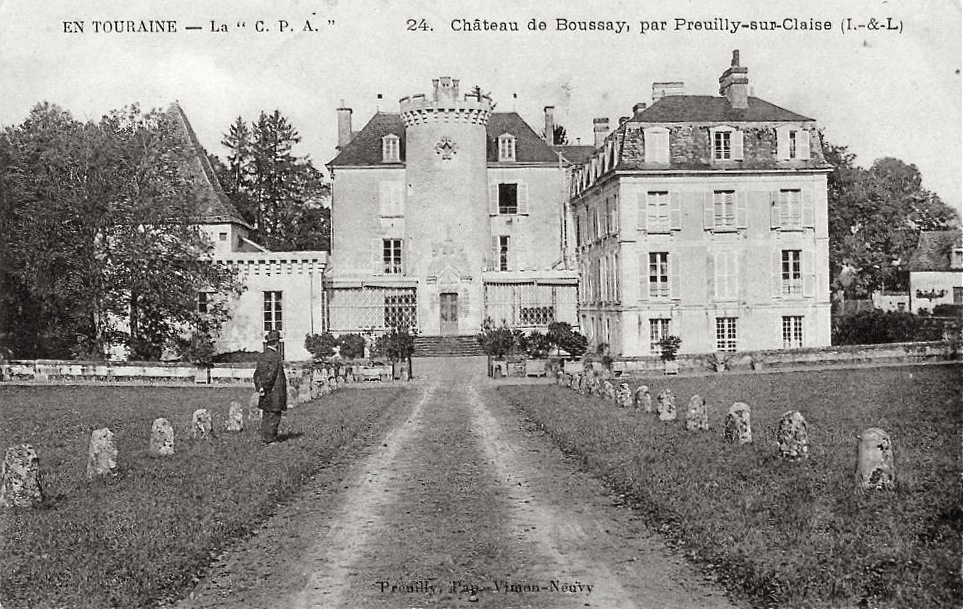
Château de Boussay, vu du sud
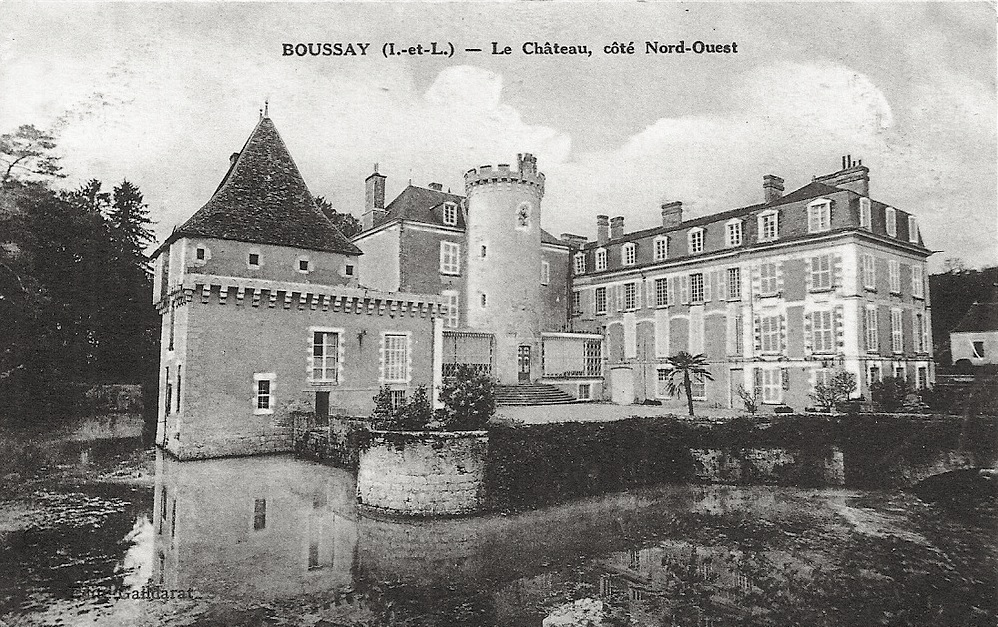
Château de Boussay, vu du sud-ouest
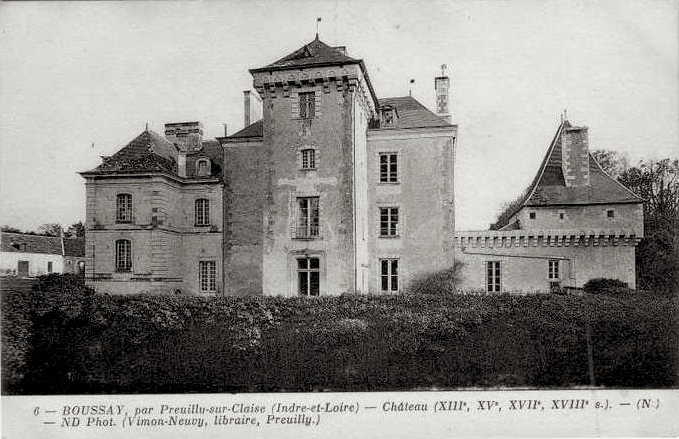
Château de Boussay, aile nord (XVIIe siècle)
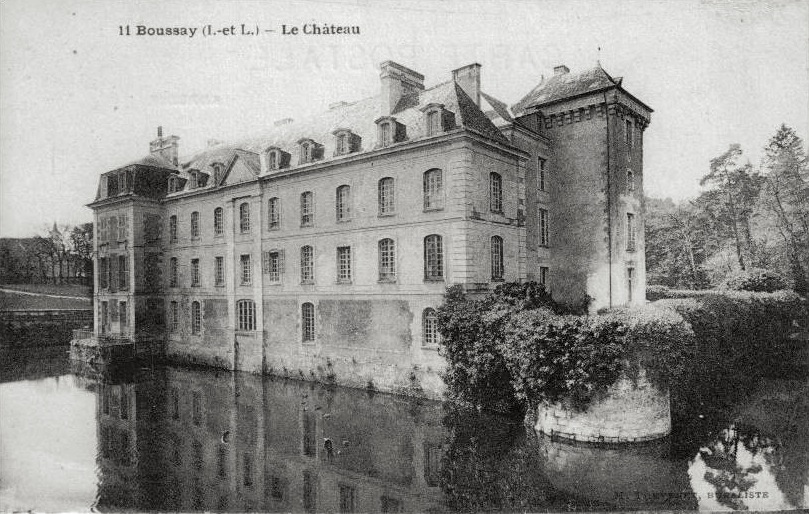
Château de Boussay, aile est (XVIIIe siècle)
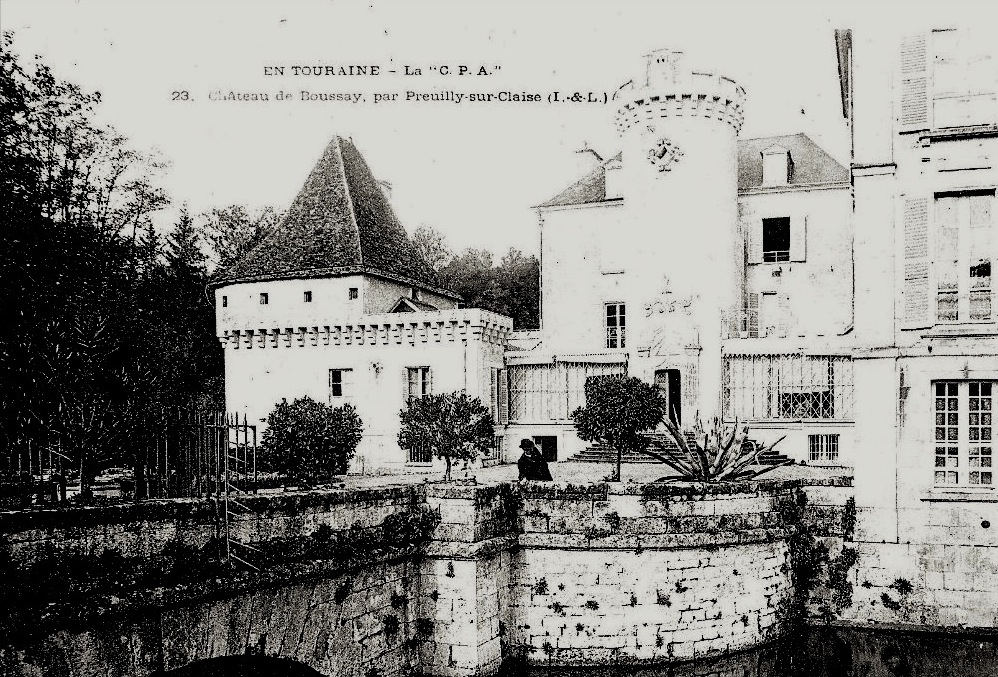
Château de Boussay, pont dormant

À l'est du château, une avant-cour est limitée par des communs, aux toits couverts de tuiles, flanqués extérieurement de deux élégantes tours rondes. Le château comporte également une chapelle (1766) située au rez-de-chaussée de l'aile est, et à l'extérieur, un pigeonnier cylindrique et une glacière. Une grande allée bordée de tilleuls est située au sud du château (une partie des arbres centenaires a été abattue en 1991).